# Прави-Ляс
Прави-Ляс (пол. Prawy Las) — село в Польщі, у гміні Пшеросль Сувальського повіту Підляського воєводства.
Населення — 79 осіб (2011).
У 1975-1998 роках село належало до Сувальського воєводства.

## Демографія
Демографічна структура станом на 31 березня 2011 року:
|          | Загалом | Допрацездатний вік | Працездатний вік | Постпрацездатний вік |
| -------- | ------- | ------------------ | ---------------- | -------------------- |
| Чоловіки | 41      | 13                 | 21               | 7                    |
| Жінки    | 38      | 8                  | 18               | 12                   |
| Разом    | 79      | 21                 | 39               | 19                   |